# Jirovnitsa
Jirovnitsa (en macédonien Жировница) est un village de l'ouest de la Macédoine du Nord, situé dans la municipalité de Mavrovo et Rostoucha. Le village comptait 1608 habitants en 2002.

## Démographie
Lors du recensement de 2002, le village comptait :
- Macédoniens : 1 314
- Albanais : 258
- Turcs : 20
- Bosniaques : 4
- Autres : 12